# Guillermo Barra
Guillermo Barra Leiva (Isla de Maipo, Chile, 1 de septiembre de 1950) es un jinete de rodeo chileno que fue campeón de Chile en 1986, junto a Hugo Cardemil, montando a "Pensamiento" y "Salteador III". Otros logros importantes de este jinete son haber terminado como número 1 del ránking de las temporadas de rodeos 1985-1986 y 1988-1989 y sus múltiples victorias en el movimiento de la rienda. Además en el año 2021 fue considerado Arreglador Maestro de la Escuela Ecuestre Huasa por la Federación del Rodeo Chileno. Pertenece a una familia con tradición en el rodeo, su padre Fernando Barra tuvo una destacada carrera como arreglador y jinete de rodeo y de rienda.

## Los rodeos
Participó por primera vez en un Campeonato Nacional junto a Manuel Solís en 1966. En esa oportunidad recibió el premio como Mejor Jinete Joven. En 1978 hizo collera con el afamado Raúl Cáceres, jinete que ya había sido campeón de Chile en dos oportunidades. Fueron terceros en "Salteador III" y "Limonero". 
En 1984 se incorporó al corral de Hugo Cardemil y corren juntos. Hugo corre el "Reservado" y Guillermo Barra el "Curanto". Obtuvieron destacados triunfos en la temporada y en el Campeonato Nacional de Rodeo de 1985 llegaron hasta el tercer animal. 
En la temporada siguiente llegaron al cuarto toro con dos collerasː "Salteador III" y "Pensamiento" y con "Reservado" y "Curanto". Con ambas tenías posibilidades de ser campeones y finalmente obtuvieron el primer lugar con "Salteador III" y "Pensamiento" (23 puntos) y el segundo lugar con "Reservado" y "Curanto" (20 puntos). Era la segunda oportunidad en la historia del campeonato que los mismos jinetes salían campeones y subcampeones, anteriormente había ocurrido en el Campeonato Nacional de Rodeo de 1954, cuando Alberto Montt y Mario Molina salieron campeones en "Perro" y "Estropajo" y subcampeones con  "Cascarón" y "Boreal".
En el Campeonato Nacional de Rodeo de 1989 obtuvo el subcampeonato, también junto a Hugo Cardemil, montando a "Reservado" y "Lechón". Totalizaron 28 puntos, quedando bajo Jesús Bustamante y Vicente Yáñez, que realizaron 34 puntos. A pesar de no lograr el título nacional, lideró el ránking de jinetes al finalizar la temporada.
En 1991 corrió junto a Gonzalo Vial Concha y quedaron terceros en "El Lechón" y "Estribillo II", además al finalizar la temporada quedó entre los primeros cinco jinetes del ránking. 
Posteriormente continuó con destacados resultados, formando el criadero Guibalei. Participó en reiteradas oportunidades en la final del movimiento de la rienda. Se ha destacado por ser un jinete completo y un experto en embocaduras, dando cátedras en la materia.

## Campeonatos nacionales
| Año  | Collera       | Caballos                        | Puntaje | Asociación |
| ---- | ------------- | ------------------------------- | ------- | ---------- |
| 1986 | Hugo Cardemil | "Salteador III" y "Pensamiento" | 23      | Curicó     |

### Segundos campeonatos
- 1986: junto con Hugo Cardemil, montando a "Reservado" y "Curanto" con 20 puntos.
- 1989: junto con Hugo Cardemil, montando a "Reservado" y "Lechón" con 28 puntos.

### Terceros campeonatos
- 1978: junto con Raúl Cáceres, montando a "Salteador III" y "Limonero" con 17 puntos.
- 1991: junto con Gonzalo Vial, montando a "El Lechón" y "Estribillo II" con 23 puntos.